# 5000 đồng (tiền Việt)

Hai mặt đồng tiền 5000 đồng

5000 đồng (tiền Việt Nam) là đồng tiền có mệnh giá lớn thứ 7 trong hệ thống tiền tệ, đồng tiền giấy có mệnh giá lớn nhất hiện đang lưu hành. Đồng tiền được phát hành ngày 15/01/1991 (số in trên các đồng tiền phổ biến là 1991 là năm sản xuất).

## Thông tin[1]
| Mệnh giá | Kích thước  | Màu chủ đạo | Miêu tả     | Miêu tả                  | Miêu tả   | Phát hành |
| Mệnh giá | Kích thước  | Màu chủ đạo | Mặt trước   | Mặt sau                  | Loại giấy | Phát hành |
| -------- | ----------- | ----------- | ----------- | ------------------------ | --------- | --------- |
| 5000 ₫   | 134 × 65 mm | Xanh lơ sẫm | Hồ Chí Minh | Nhà máy thủy điện Trị An | Cotton    | 1991      |